# 芦原温泉
芦原温泉（あわらおんせん）は、福井県あわら市（旧越前国）にある温泉。坂井郡芦原町と同金津町が合併してあわら市が発足してからは「あわら温泉」と表記されることもある。福井県屈指の温泉街として「関西の奥座敷」と呼ばれ、昔から多くの人に愛されてきた。温泉療法医がすすめる名湯百選にも選ばれている。

## 歴史

### 発展
1883年（明治16年）、農地で利用する灌漑用の井戸から温泉が湧き出たのが芦原温泉の始まりとされる。開湯の時期は1884年（明治17年）3月とする文献も残されている。後発の温泉地であったが、大正から昭和初期の旅行・観光ブームにのり発展した。
1927年（昭和2年）の日本百景選出にあたって11か所の温泉が選ばれたが、芦原温泉もその一つに選ばれている。官営三国線や三国芦原電鉄（現在のえちぜん鉄道三国芦原線）の芦原駅（現在のあわら湯のまち駅）開業の影響も大きく、1932年（昭和7年）頃には加越温泉郷の中ではトップの地位についている。

### 戦後
太平洋戦争下で一時閉塞したが、戦後まもなく復活した。1947年（昭和22年）10月25日、昭和天皇の戦後巡幸があり、開花亭が宿泊所となる。天皇を出迎える提灯行列が行われた。
1956年（昭和31年）4月23日、大火に見舞われて300棟以上が焼失した。温泉街そのものがなくなったが、新たな都市計画のもと碁盤目上に区画された温泉街が整備され、復興への道を歩むこととなった。
永平寺の精進落としの湯、関西地方の奥座敷として発展を遂げ、現在に到る。

### 現在
2004年（平成16年）に日本全国で温泉偽装問題が発生したが、同年8月には公正取引委員会が芦原温泉で旅館業を営む4事業者に対して景品表示法の優良誤認（同法第4条）に触れる恐れがあることを口頭注意した。この件をきっかけに、あわら市は独自の温泉表示に関する基準を設け、2004年（平成16年）12月から基準を満たした施設に「芦原温泉表示マーク」を交付している。2009年（平成21年）12月1日には取扱要綱が改定された。
2018年（平成30年）、温泉をモチーフにした2次元キャラクター「芦原小梅」の活用を開始。2018年の芦原温泉の入込客数は88万5千人であり、福井県外は61万1千人となっている（推計）。また、

## 泉質
- 含塩化土類食塩泉
- 効能は、リウマチ、慢性皮膚炎ほか多種多様。
- 各施設がそれぞれ源泉を持っており、源泉数は74本あるとされる[5]。源泉によって泉温が33.5〜77.5℃と異なるほか、泉質も異なる[5][20]。

## 温泉街
温泉街

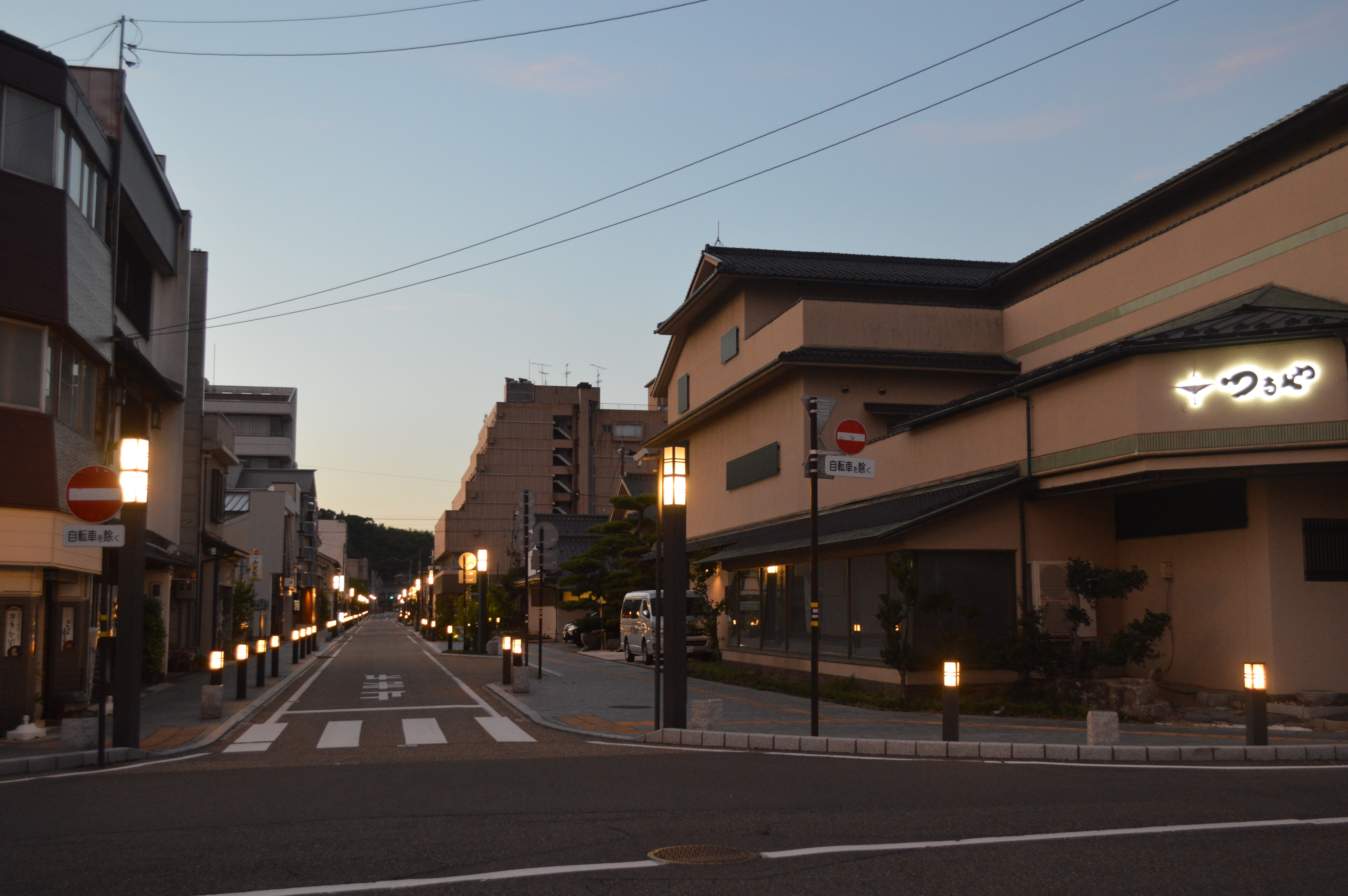
芦原温泉の旅館街

周囲を坂井平野に広がる水田に囲まれている。歓楽温泉としても発展していたが、温泉街にその要素は少なく、落ち着いた雰囲気のある温泉街を作っている。あわら湯のまち駅で貸し出しされるレンタサイクルで街中を散策することができる。
2006年（平成18年）からはあわら市観光協会が1500円で湯めぐり手形を発行しており、温泉街の19の宿の湯をどこでも楽しめるようになった。手形には500円のシールが3枚付いており、1枚で1か所入湯可能である。2018年（平成30年）12月20日には湯めぐり手形の販売を終了した。
2007年（平成19年）12月、あわら湯のまち駅の駅前に「あわら温泉屋台村 湯けむり横丁」がオープンした。
温泉街の施設
- セントピアあわら - 市設置の公衆浴場。
- あわら温泉湯のまち広場 - 市による整備。
  - 芦湯 - 足湯施設。
  - 湯けむり横丁
  - 藤野厳九郎記念館
  - 伝統芸能館
- あわらミュージック劇場 - ストリップ劇場。

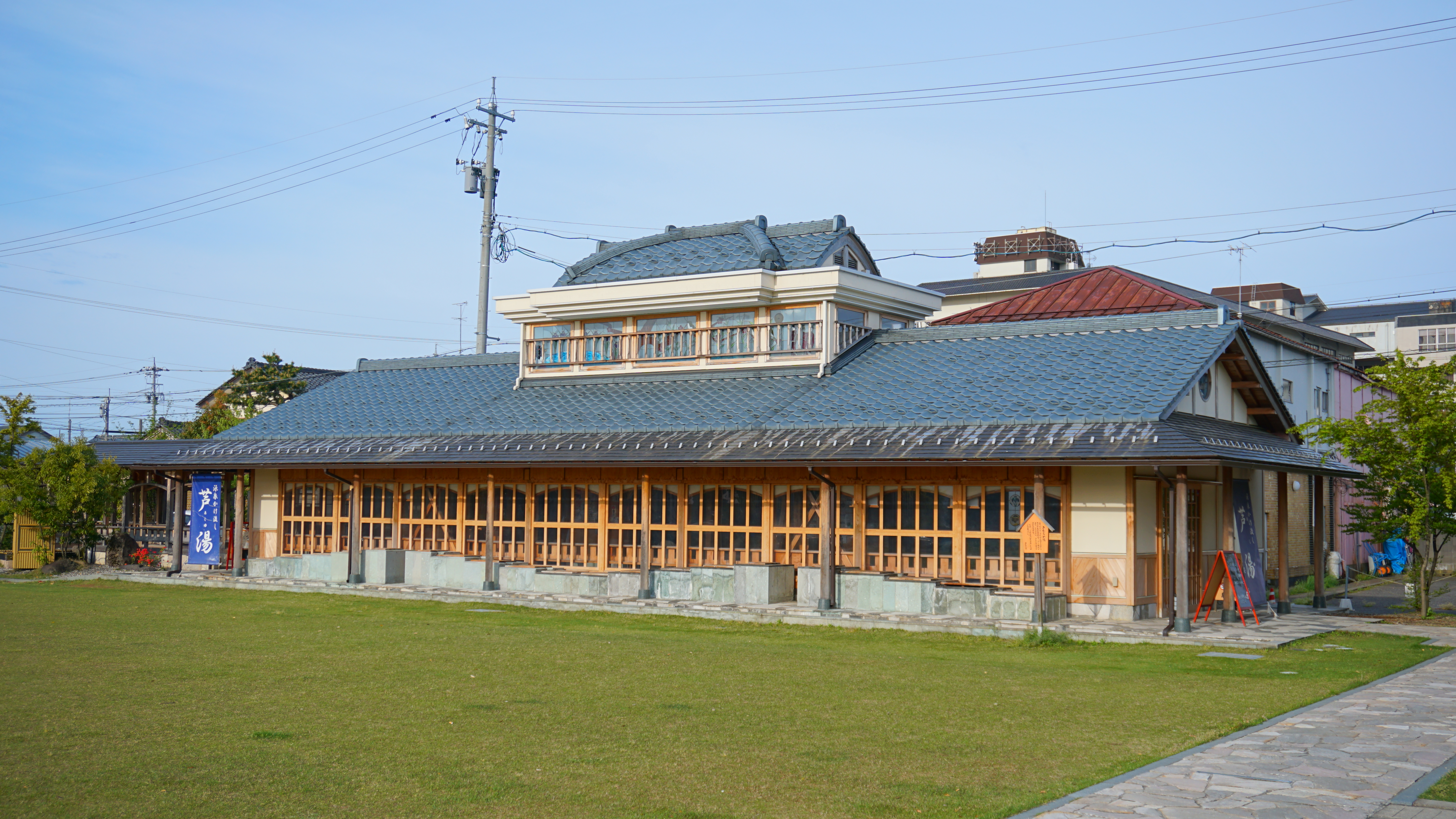
芦湯
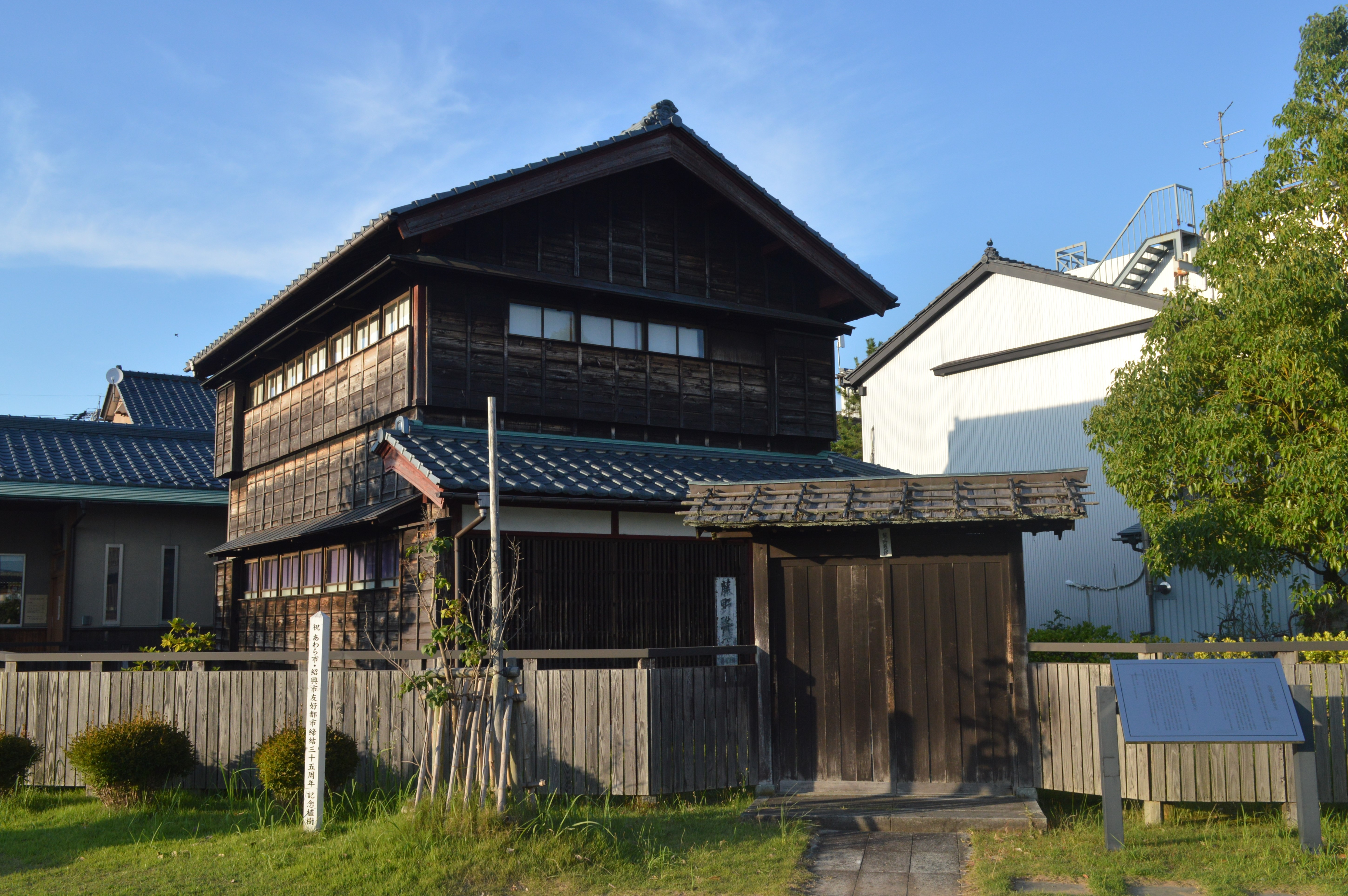
藤野厳九郎記念館
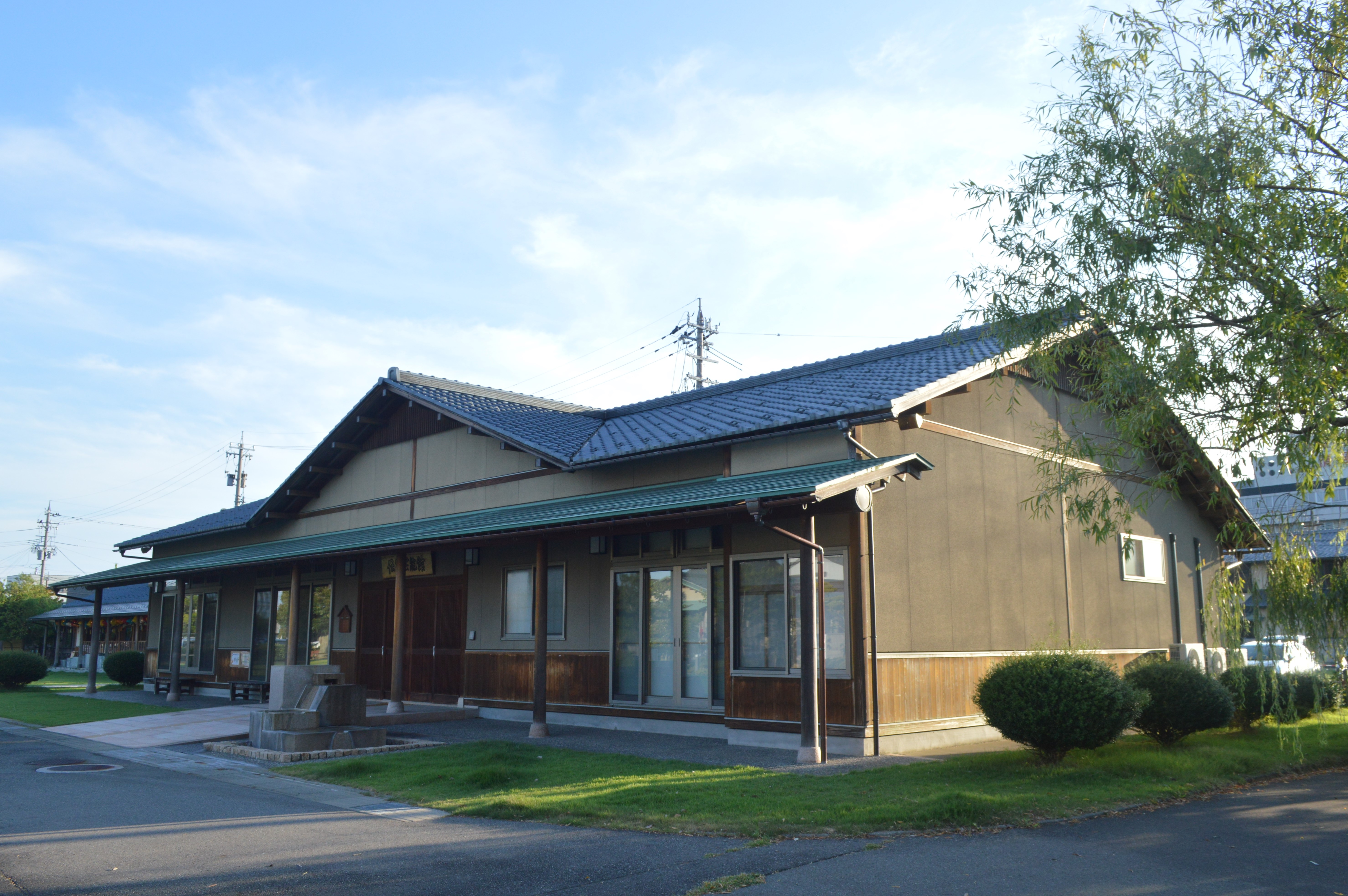
伝統芸能館
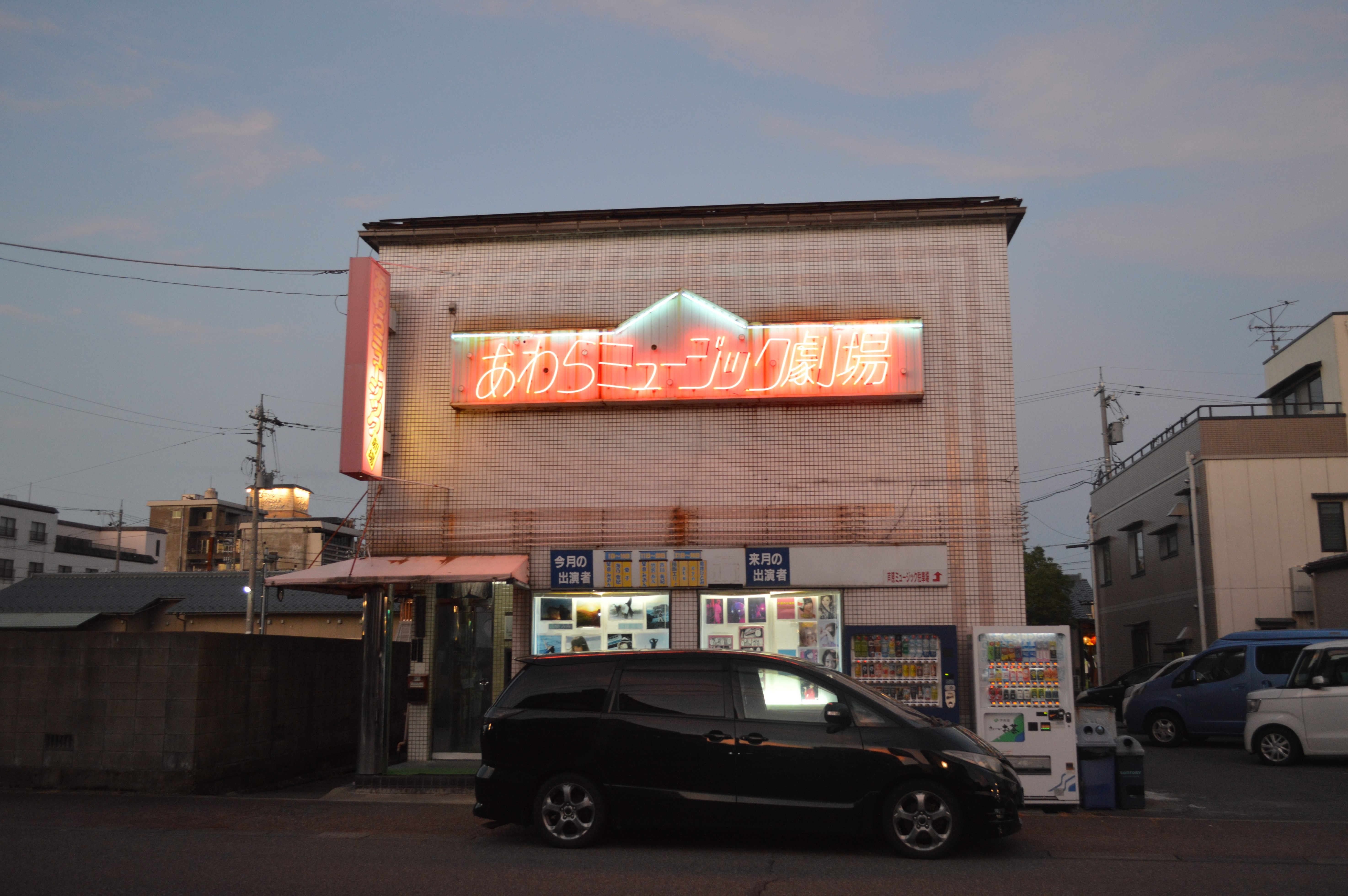
あわらミュージック劇場
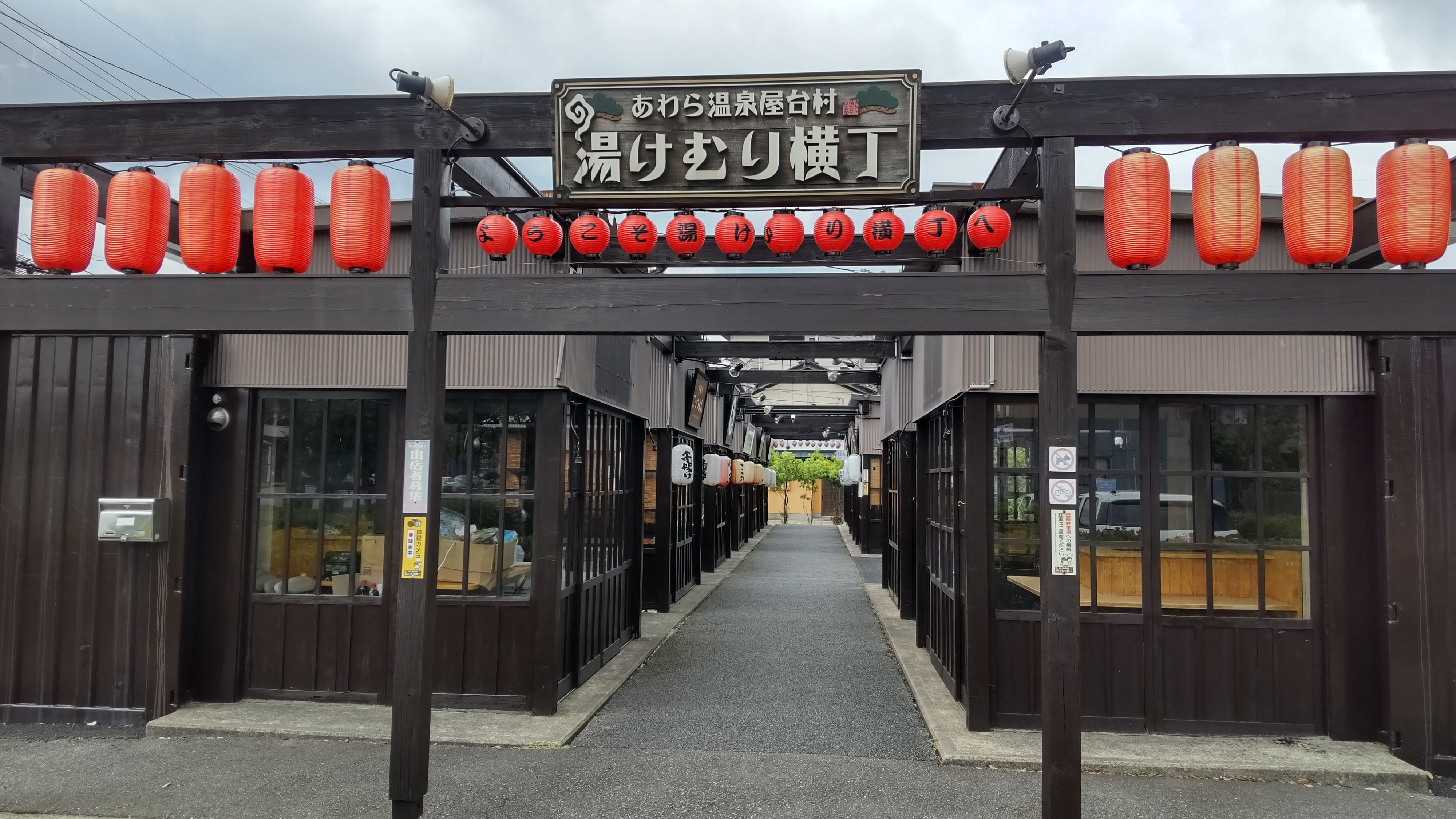
あわら温泉屋台村　湯けむり横丁

周辺施設
国指定の天然記念物・名勝である東尋坊へも近く、芦原温泉駅からはバスで約40分、タクシーで約15分の距離にある。その他、道元禅師が建立した曹洞宗本山の永平寺、世界最大のウォータースライダーを擁する芝政ワールド、海水浴場、スキー場、ゴルフ場等へのアクセスも便利であり、石川県の加賀温泉郷と並ぶ北陸観光の拠点となっている。

## アクセス
鉄道
- えちぜん鉄道三国芦原線 あわら湯のまち駅前。駅舎に観光案内所併設（あわら市観光協会運営）。
- 北陸新幹線・ハピラインふくい線 芦原温泉駅 西口からタクシーで10分、あるいは京福バス 85・97系統（東尋坊線）「龍翔博物館」行きにて「あわら湯のまち駅」ほか近隣の停留所下車。こちらは芦原温泉駅西口賑わい施設「アフレア」内の観光案内所（あわら市観光協会運営）も利用できる。

飛行機
- 小松空港からタクシーで45分。

自動車
- E8 北陸自動車道 丸岡ICから20分。金津ICから15分。